# Urartu
Urartu (en urartiano: Biainili, armenio: Ուրարտու, Արարատյան Թագավորություն) es el nombre asirio de una zona montañosa ubicada entre el sureste del mar Negro y el suroeste del mar Caspio, actualmente compartida por la República Armenia, Irán y Turquía, formada luego de la caída del Imperio hitita. Incluye los grandes lagos de Van en Turquía (donde se encuentra la antigua capital Tushpa), Urmia (en Irán) y lago Seván (en Armenia). Urartu es donde los asirios (primera caballería de arqueros) se abastecían de caballos que podían ser montados, posiblemente los primeros caballos suficientemente grandes para la caballería (antes solo eran usados como tiro de carros).
Urartu también es usado como el exónimo contemporáneo del Reino de Van, civilización centrada en el Lago de Van del Altiplano Armenio que creció en poder e influencia en el siglo IX a. C., pero fue gradualmente declinando hasta ser conquistado por los medos en el siglo VI a. C.

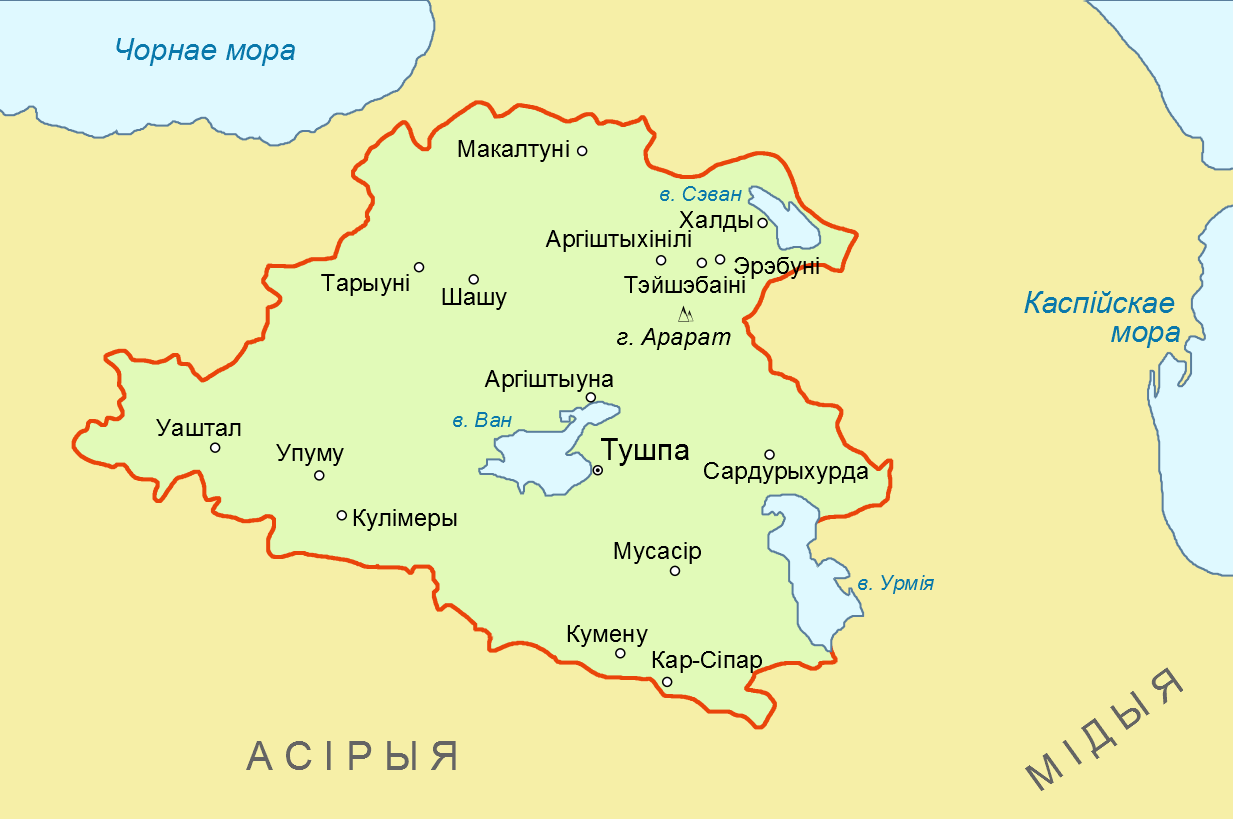
Mapa de Urartu

Desde su redescubrimiento en el siglo XIX se considera que, al menos en parte, en Urartu se habló armenio o protoarmenio, y desempeña un papel de relevancia para el nacionalismo armenio, tanto por su antigüedad como por su control de regiones que hoy forman parte de Turquía. Existen estudios que vinculan a Urartu con la etnogénesis del pueblo armenio.

## Historia

Urartu 715-713 a. C.

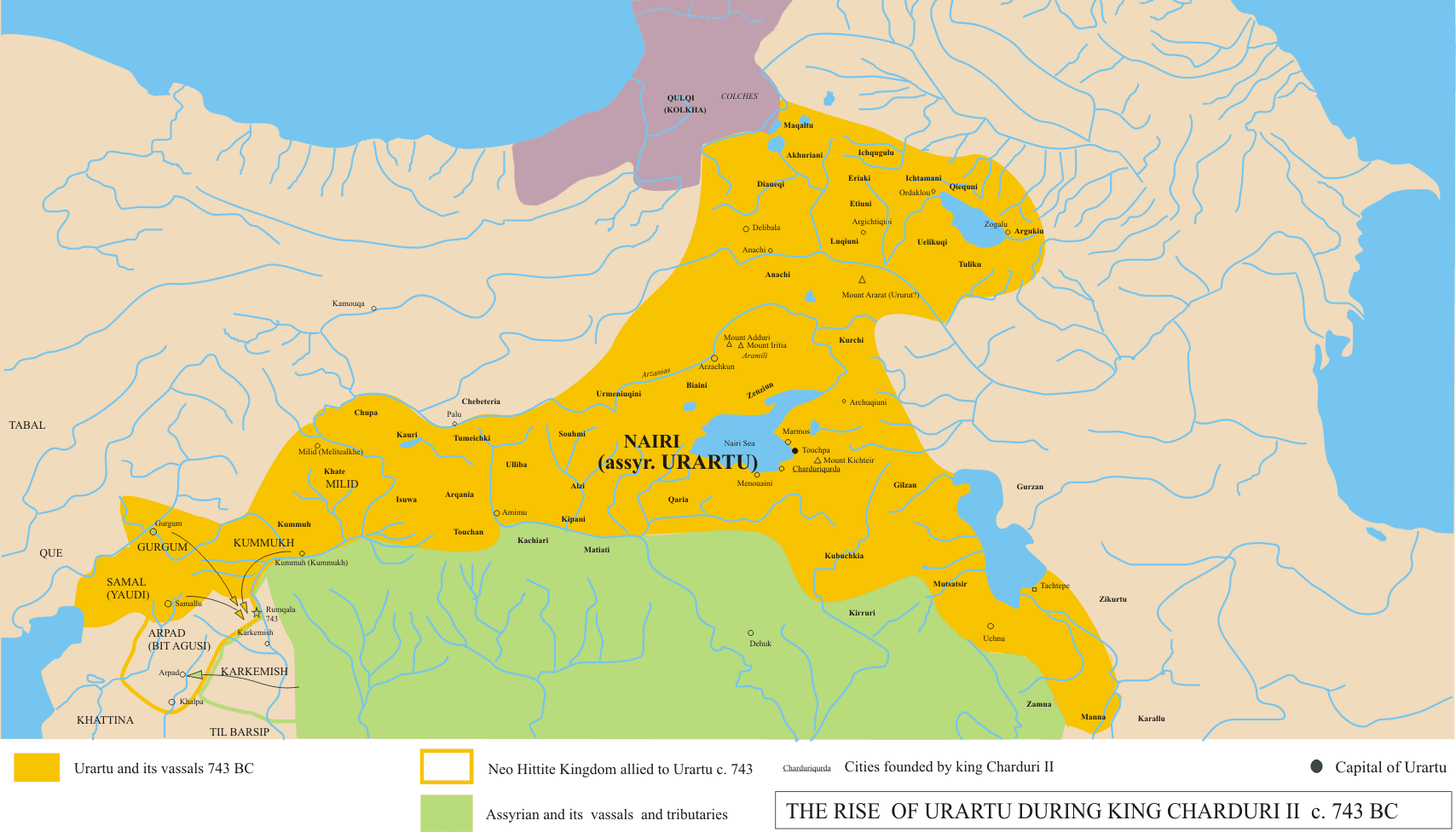
Máxima expansión durante el 743 a. C.

Urartu es uno de los primeros reinos de Armenia. Su apogeo histórico antiguo se dio en los siglos IX y VIII a. C. El idioma local era semejante al hurrita. La proximidad con la Asiria avasalladora produjo desde 1275 a. C. una fuerte influencia ideológica, literaria y técnica sobre Urartu. En los primeros momentos se agruparon en torno a una especie de reino confederado conocido como Nairi, pero hacia el 900 a. C., formaron una confederación bajo el gobierno de un monarca central.
Gracias a unas pocas inscripciones, sabemos que el primer monarca de Urartu era Arame, seguido por Sardur I. Otras permiten reconstruir su gran crecimiento territorial durante los reinados del mencionado Sardur I, Ishpuini y Menua, quienes lograron llegar hasta la cuenca baja del río Murat, por el oeste, el Araxes, por el norte, y al lago Urmía, por el sureste. Las técnicas asirias asimiladas tienen una buena muestra en el canal de Menua, de casi 30 km, que suministra agua de boca y riego desde el litoral sur del lago Van. En las paredes rocosas del lago Van y en varias estelas de piedra, yacen escritos los anales de los reinados de Argishti I (bisnieto de Sardur I) y su hijo, Sardur II, en los que se narra la expansión hasta más allá de la gran curva del Éufrates, hasta la Comagene siria, con lo que consiguieron dominar la vieja ruta de suministros de materias primas como el hierro, desde el Tauro, el cual fue parcialmente dominado, hasta Asiria.
La frontera llegó a estar casi pegada a Alepo, e incluyó el lago Seván y la rica cuenca del Araxes por el norte, colonizada y explotada por mano de obra forzada, utilizando prisioneros de guerra de la Cólquide (Qulha), capturados a través de las reiteradas campañas anuales.
Según los registros urartios proclaman sus victorias sobre los asirios en el lago Urmia, en el río Gran Zab y en el Alto Tigris.
El renacimiento asirio empieza con Tiglath-Pileser III de Asiria (744-727 a. C.), quien venció a Sardur II en la Comagene y llegó luego a asediar Tushpa. Rusa I depuso a su padre y logró un respiro que no fue consentido por Sargón II (721-705 a. C.), sucesor al trono de Tiglath-Pileser III, que incorporó la ciudad de Karkemish a su gran imperio (717 a. C.) y al reino de Tabal o Tubal en el montes Tauro, hecho que privó a Urartu de sus aliados occidentales.
Asiria presionó la frontera este de Urartu que, a la vez, sufría los ataques de los cimerios, nómadas esteparios que entraron por el Cáucaso hacia el 714 a. C. y lograron derrotar a Rusa I. Esta debilidad urartia permitió a Sargón II reducir a Urartu a su territorio originario montañoso y lo usó como un estado tapón frente a los cimerios.
Consumada la caída, Rusa se suicidó, y su hijo Argishti II, junto a sus descendientes, mantuvieron su independencia hasta la llegada de los armenios, a finales del siglo VII a. C. El estado de Urartu fue aniquilado hacia 585 a. C., por la invasión de los escitas.
Pese a que los armenios propiamente dichos parecen haber tenido un origen algo diverso del de los urartianos se considera a ambos pueblos como los principales antecedentes de la actual población armenia, siendo el nombre del monte Ararat muy probablemente una variación de la palabra «Urartu».

### Aparición de Armenia

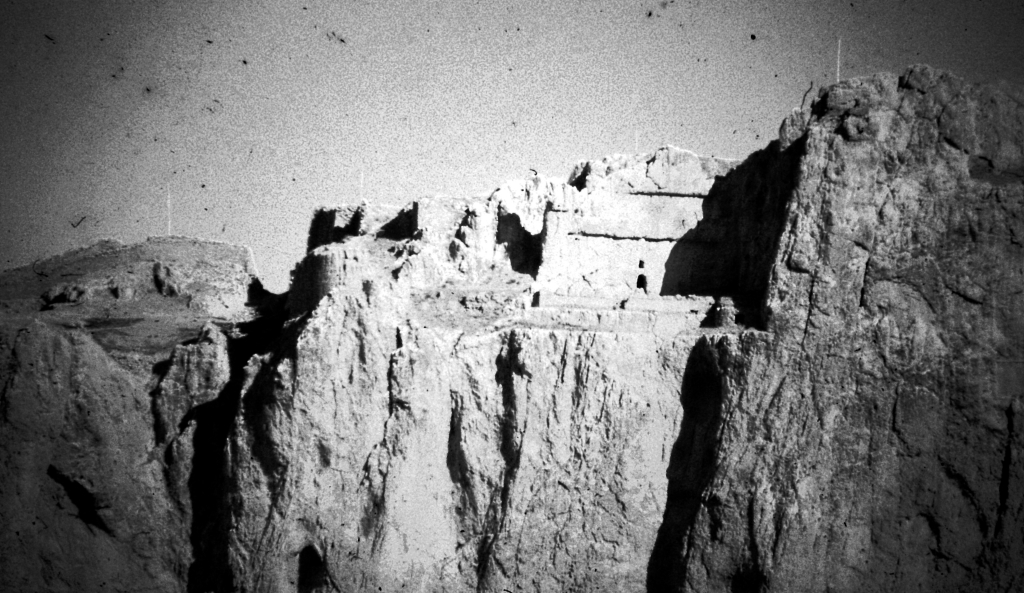
Complejo de tumbas de Urartu, ciudadela de Van, 1973.

El reino de Van fue destruido en 590 a. C. y a finales del siglo VI, la satrapía de Armenia lo había reemplazado. Poco se sabe de lo que ocurrió en la región entre la caída del reino de Van y la aparición de la satrapía de Armenia. Según el historiador Touraj Daryaee, durante la rebelión armenia contra el rey persa Darío I en 521 a. C., algunos de los nombres personales y topográficos atestiguados en relación con Armenia o los armenios eran de origen urartio, lo que sugiere que los elementos urartios persistieron dentro de Armenia tras su caída. En la Inscripción de Behistun (c. 522 a. C.) se refieren a Armenia y armenios como sinónimos de Urartu y urartianos.
El topónimo Urartu no desapareció, sin embargo, como el nombre de la provincia de Ayrarat en el centro del Reino de Armenia se cree que es su continuum.

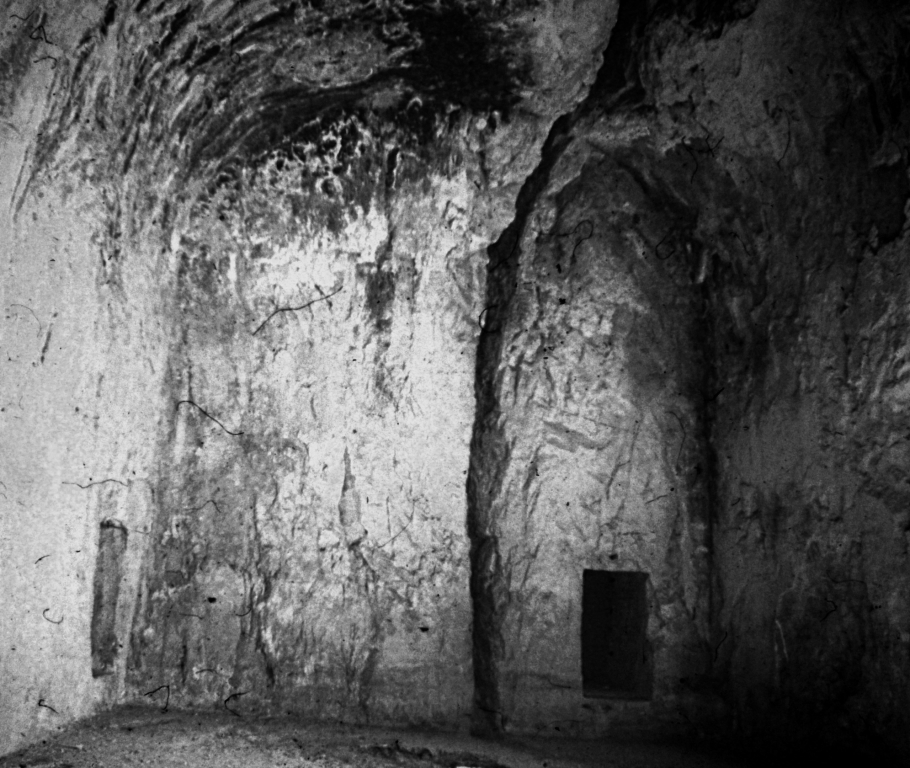
Tumba real urartia. Ciudadela de Van, 1973

A medida que la identidad armenia se desarrollaba en la región, el recuerdo de Urartu se desvaneció y desapareció.
Partes de su historia se transmitieron como relatos populares y se conservaron en Armenia, tal y como escribió Moisés de Corene (Movses Khorenatsi) en forma del héroe legendario Ara el Bello en su libro del siglo V Historia de Armenia, donde habla de un primer reino armenio en Van que libró guerras contra los asirios. Los relatos de Khorenatsi sobre estas guerras con Asiria ayudarían a redescubrir Urartu.
Según Heródoto, los alarodianos (alarodioi) formaban parte de la 18.ª satrapía del Imperio aqueménida y formaron un contingente especial en la el gran ejército de Jerjes I.
Algunos estudiosos han tratado de vincular a los alarodianos con los urartianos, sugiriendo que alarodiano era una variación del nombre urartiano / araratiano. Según esta teoría, los urartianos de la XVIII satrapía fueron posteriormente absorbidos por la nación armenia.
Sin embargo, los historiadores modernos han puesto en duda la conexión alarodiana con los urartianos.

## Religión y arquitectura

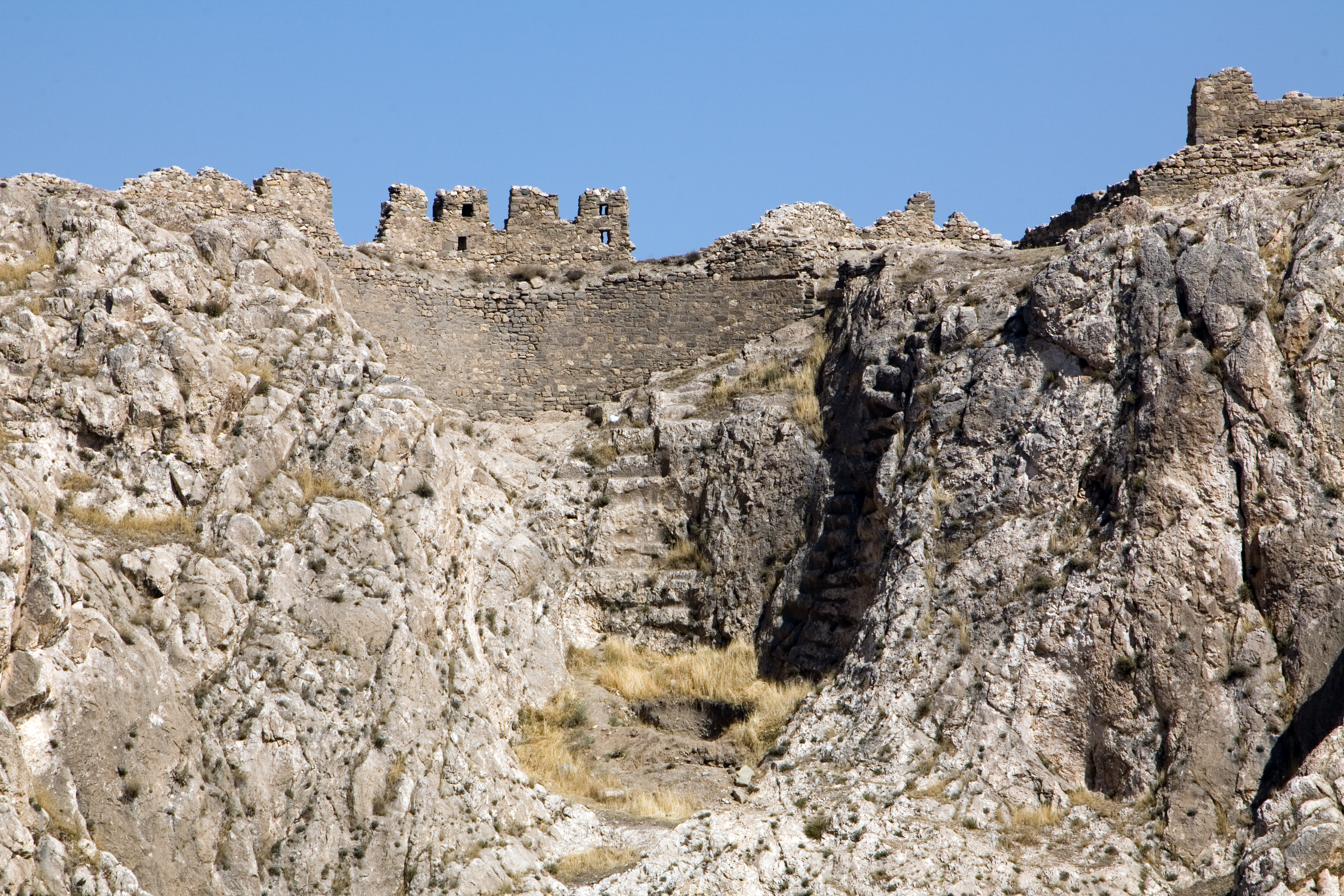
Puerta sur de Tushpa.

Urartu fue gobernado por monarcas que además tenían el título de sacerdotes o representantes de Jaldi, su divinidad principal. Otras de sus divinidades fueron el dios de los cielos (Teisiba, o Teshub para los hititas y hurritas) y Siwini, la diosa del sol.
Existen numerosos templos dedicados a Jaldi, situados generalmente junto a los palacios reales, aunque también se han hallado estructuras al aire libre, descubiertas en excavaciones en Altıntepe, Toprakkale, Cavustepe y Patnos. Las excavaciones no solo revelaron palacios y templos, también casas completas, con ventanas y balcones. Los interiores de estas casas fueron muy decoradas con adornos. Para los que vivían alejados de las fuentes, existían abastecimiento de agua y alcantarillado completos. Una característica de la arquitectura de Urartu que va a influenciar a sus sucesores es el denominado arco oculto, y se puede considerar que la disposición de los edificios de Urartu será la precursora de la estructura persa denominada apadana. Las fortalezas de Urartu son estructuras sólidas de bloques de piedra. Las más importantes fueron las fortalezas de Van, Anzaf, Cavustepe y Baskale. Estaban muy avanzados en la industria metalúrgica, con una excepcional calidad, y fueron exportados a Frigia y a Etruria.

## Cronología del reino

### Etapa de apogeo
- Arame (860-840 a. C.).
- Sardur I (832-825 a. C.).
- Ishpuini (824-806 a. C.).
- Menua (805-786 a. C.).
- Argishti I (786-766 a. C.).

### Etapa de decadencia
- Sardur II (765-733 a. C.).
- Rusa I (730-714 a. C.).
- Argishti II (714-678 a. C.).
- Rusa II (678-645 a. C.).
- Sardur III (645-635 a. C.).
- Sardur IV (635-625 a. C.).
- Erimena (625-605 a. C.).
- Rusa III (605-590 a. C.).
- Rusa IV (590 a. C..

## Descubrimiento

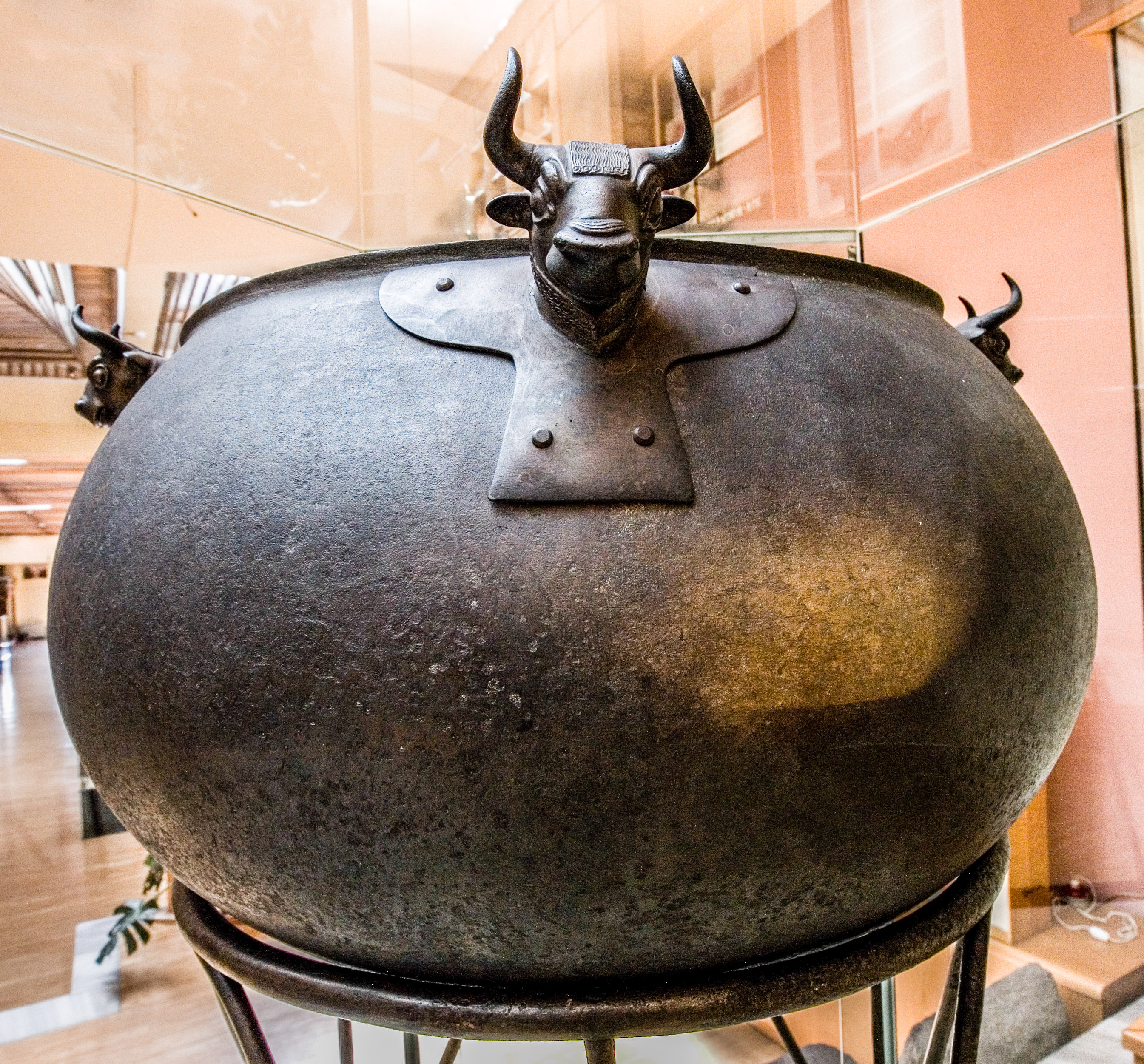
Un caldero Urartiano, en el Museo de las Civilizaciones de Anatolia, Ankara.

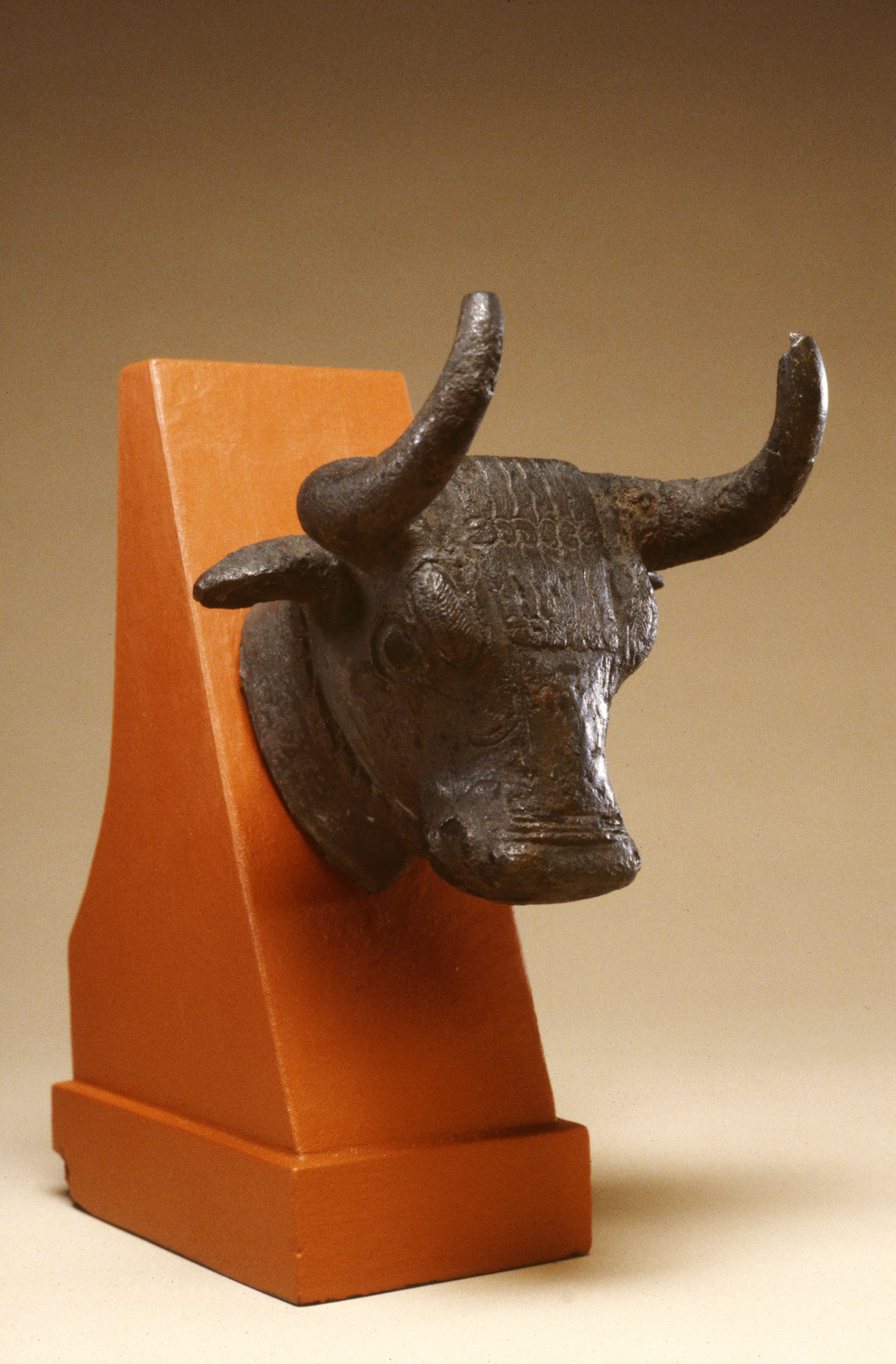
Cabeza de toro, Urartu,. Esta cabeza estaba unida al borde de un enorme caldero similar al que se muestra arriba. Colecciones del Walters Art Museum.

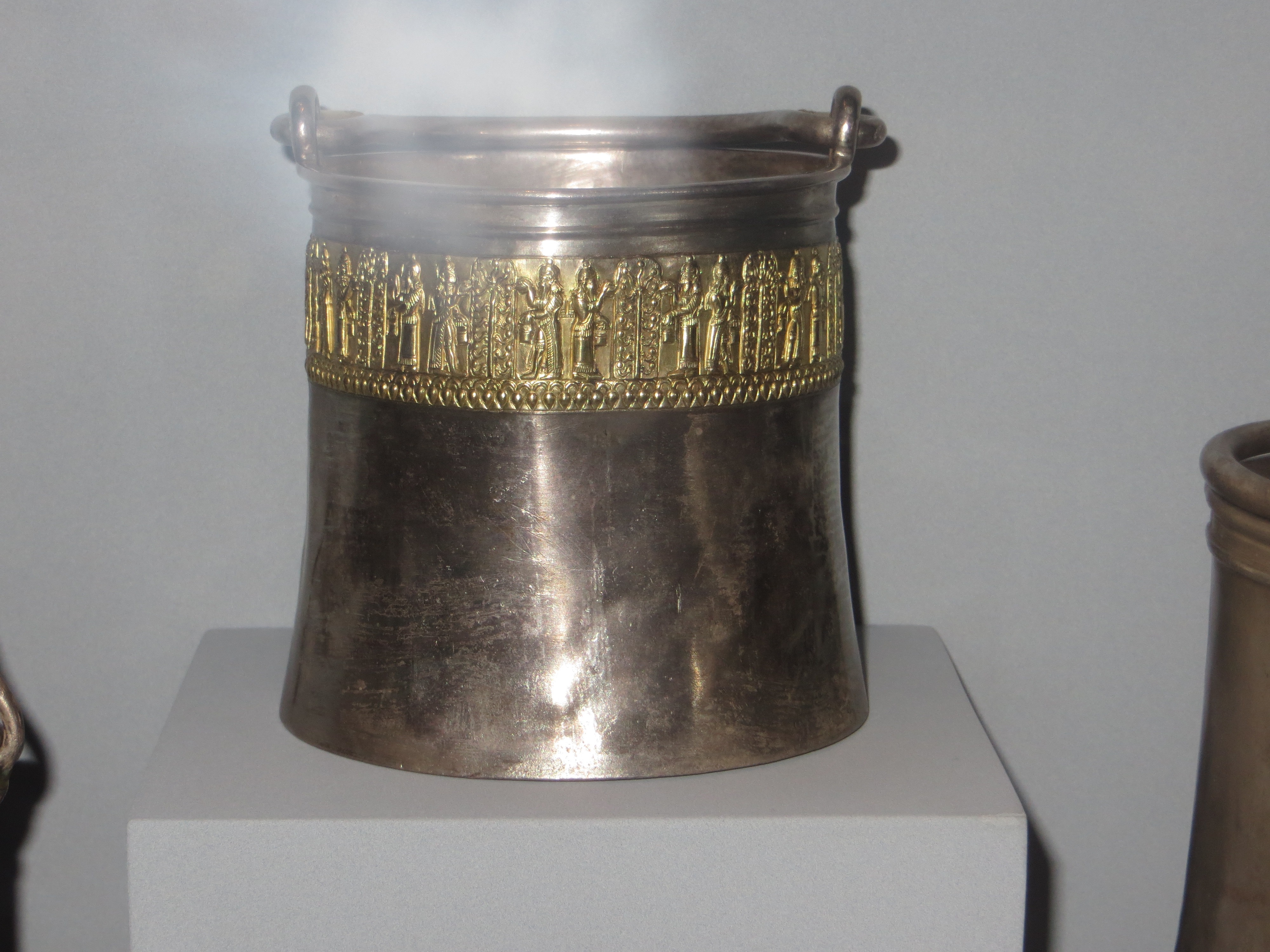
Cubo de plata de Urartu en el Museum zu Allerheiligen en Schaffhausen Suiza, supuestamente procedente de la tumba del príncipe Inuspua, 810 a. C.

Inspirado por los escritos del historiador armenio medieval Moisés de Corene (que había descrito obras urartianas en Van y las había atribuido a la legendaria Ara el Bello y a la reina Semíramis), el erudito francés Antoine-Jean Saint-Martin sugirió a su gobierno que enviara a Friedrich Eduard Schulz, un profesor alemán, a la zona de Van en 1827 en nombre de la Sociedad Oriental Francesa. Schulz descubrió y copió numerosas inscripciones en cuneiforme, en parte en asirio y en parte en una lengua desconocida hasta entonces. Schulz también descubrió la Estela de Kelishin, con una inscripción bilingüe asirio-urariana, situada en el paso de Kelishin, en la actual frontera entre Irak e Irán. En 1828 publicó un resumen de sus primeros descubrimientos. Schulz y cuatro de sus sirvientes fueron asesinados por kurdos en 1829 cerca de Başkale. Sus notas fueron recuperadas y publicadas en París en 1840. En 1828, el asiriólogo británico Henry Creswicke Rawlinson había intentado copiar la inscripción de la estela de Kelishin, pero fracasó debido al hielo de la cara frontal de la estela. El erudito alemán R. Rosch hizo un intento similar unos años más tarde, pero él y su grupo fueron atacados y asesinados.
A finales de la década de 1840, Sir Austen Henry Layard examinó y describió las tumbas rupestres urartianas de Van Castle, incluida la cámara de Argishtis I de Urartu. A partir de la década de 1870, los residentes locales comenzaron a saquear las ruinas de Toprakkale, vendiendo sus objetos a colecciones europeas. En la década de 1880, este yacimiento fue objeto de una excavación mal ejecutada organizada por Hormuzd Rassam en nombre del Museo Británico. Casi nada se documentó adecuadamente.
La primera recopilación sistemática de inscripciones urartianas, y por tanto el inicio de la Urartología como campo especializado, data de la década de 1870, con la campaña de Sir Archibald Henry Sayce. El ingeniero alemán Karl Sester, descubridor del monte Nemrut, recogió más inscripciones en 1890/1.
Waldemar Belck visitó la zona en 1891, descubriendo la estela de Rusa. Las hostilidades turco-armenias impidieron una nueva expedición prevista para 1893. Belck, junto con Lehmann-Haupt, visitó de nuevo la zona en 1898/9, excavando Toprakkale. En esta expedición, Belck llegó hasta la estela de Kelishin, pero fue atacado por los kurdos y apenas pudo escapar con vida. Belck y Lehmann-Haupt volvieron a alcanzar la estela en un segundo intento, pero de nuevo las condiciones meteorológicas les impidieron copiar la inscripción. Tras otro asalto a Belck que provocó la intervención diplomática de Wilhelm II, el sultán Abdul Hamid II accedió a pagar a Belck una suma de 80.000 marcos de oro en concepto de reparación. Durante la Primera Guerra Mundial, la región del lago Van cayó brevemente bajo control ruso. En 1916, los eruditos rusos Nikolay Yakovlevich Marr y Iosif Abgarovich Orbeli, excavando en la fortaleza de Van, descubrieron una estela de cuatro caras con los anales de Sarduri II. En 1939 Boris Piotrovsky excavó Karmir Blur, descubriendo Teišebai, la ciudad del dios de la guerra, Teišeba. Las excavaciones de los eruditos estadounidenses Kirsopp y Silva Lake en 1938-40 se vieron interrumpidas por la Segunda Guerra Mundial, y la mayoría de sus hallazgos y registros de campo se perdieron cuando un submarino alemán torpedeó su barco, el SS Athenia. Los documentos que sobrevivieron fueron publicados por Manfred Korfmann en 1977.
Después de la guerra se inició una nueva fase de excavaciones. Al principio, las excavaciones se limitaron a la Armenia soviética. La fortaleza de Karmir Blur, que data del reinado de Rusa II, fue excavada por un equipo dirigido por Boris Piotrovsky, y por primera vez los excavadores de un yacimiento urartio publicaron sus hallazgos de forma sistemática. A partir de 1956, Charles A. Burney identificó y dibujó numerosos yacimientos urartianos en la zona del lago Van y, desde 1959, una expedición turca dirigida por Tahsin Özgüç excavó Altintepe y Arif Erzen.
A finales de la década de 1960 se excavaron yacimientos urartianos en el noroeste de Irán. En 1976, un equipo italiano dirigido por Mirjo Salvini llegó por fin a la estela de Kelishin, acompañado de una fuerte escolta militar. La Guerra del Golfo cerró entonces estos yacimientos a la investigación arqueológica. Oktay Belli reanudó las excavaciones de yacimientos urartianos en territorio turco: en 1989 se descubrió Ayanis, una fortaleza del siglo VII a. C. construida por Rusa II, a 35 km al norte de Van. A pesar de las excavaciones, los arqueólogos sólo han examinado entre un tercio y la mitad de los 300 yacimientos urartianos conocidos en Turquía, Irán, Irak y Armenia (Wartke 1993). Sin protección, muchos yacimientos han sido saqueados por residentes locales en busca de tesoros y otras antigüedades vendibles.
El 12 de noviembre de 2017, se anunció que arqueólogos de Turquía habían descubierto las ruinas de un castillo de Urartia durante excavaciones submarinas en torno al lago Van. El castillo databa de los siglos VIII o VII a. C.